# 朱家胜
朱家胜（1914年—2007年），男，江西莲花人，中华人民共和国军事人物，中国人民解放军少将，曾任新疆军区政治部副主任。